# April 2000
Portal Geschichte | Portal Biografien | Aktuelle Ereignisse | Jahreskalender | Tagesartikel

◄ |
19. Jahrhundert |
20. Jahrhundert
| 21. Jahrhundert

◄ |
1970er |
1980er |
1990er |
2000er
| 2010er | 2020er | 2030er | ►

◄ |
1996 |
1997 |
1998 |
1999 |
2000
| 2001 | 2002 | 2003 | 2004 | ►

◄ |
Januar 2000 |
Februar 2000 |
März 2000 |
April 2000 |
Mai 2000 |
Juni 2000 |
Juli 2000 |
►
Dieser Artikel behandelt tagesbezogene Nachrichten und Ereignisse im April 2000.

## Tagesgeschehen

### Samstag, 1. April 2000
- Dakar/Senegal: Nach seinem Sieg bei der Präsidentschaftswahl am 19. März tritt Abdoulaye Wade von der Demokratischen Partei sein Amt als Staatspräsident an und beendet damit die 40-jährige Regentschaft der Sozialistischen Partei über das Land.[1]

### Mittwoch, 5. April 2000
- Brüssel/Belgien: Die Europäische Union (EU) nimmt mit Mazedonien Verhandlungen über ein Stabilisierungs- und Assoziierungsabkommen auf, das als Vorstufe für Beitrittsverhandlungen des Balkanstaates mit der EU gilt. Mazedonien ist das erste Land, das diesen Weg zur angestrebten EU-Mitgliedschaft beschreitet.[2]

### Donnerstag, 6. April 2000

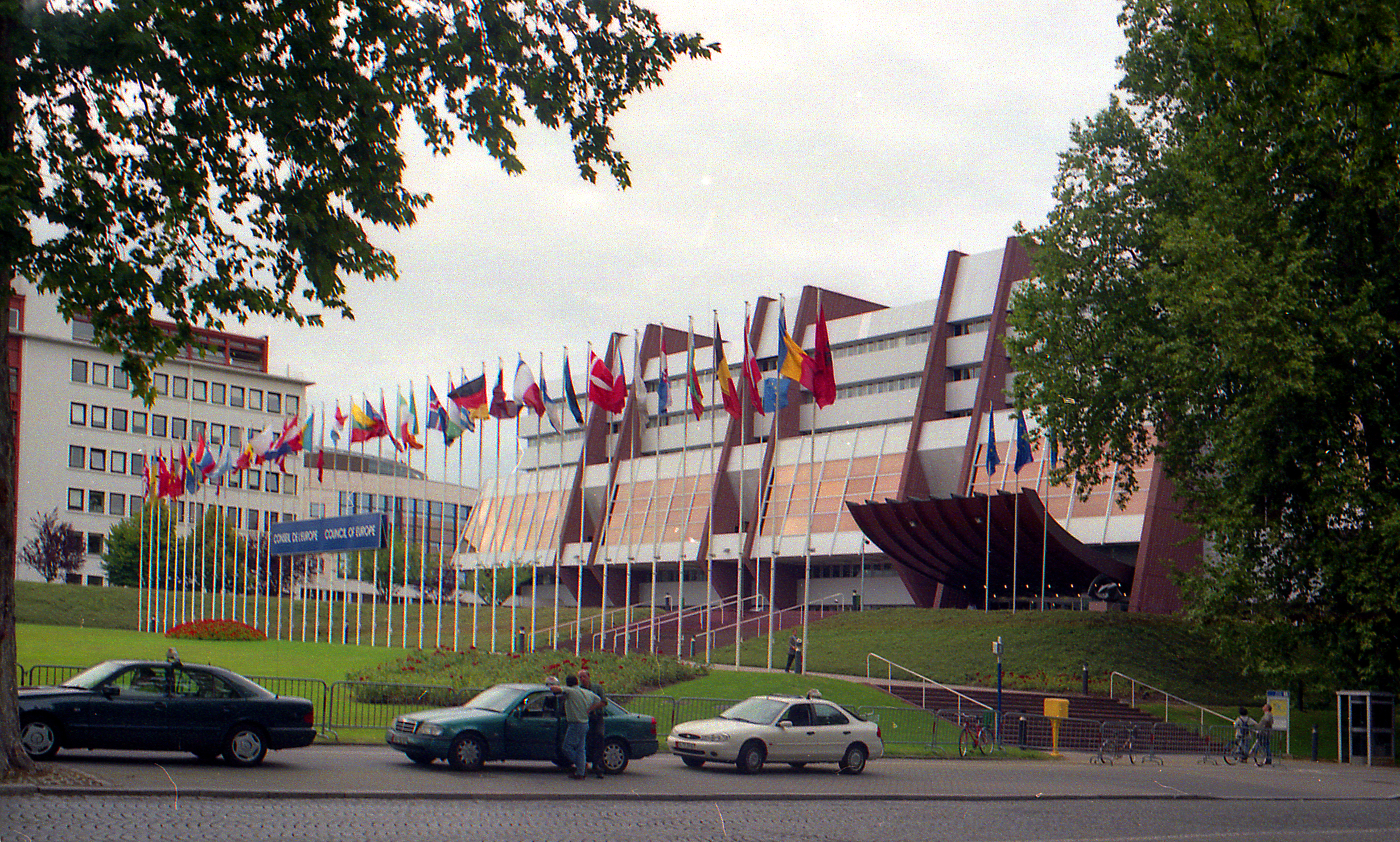
Sitz der Parlamentarischen Versammlung des Europarats

- Straßburg/Frankreich: Die Parlamentarische Versammlung des Europarats entzieht den russischen Delegierten das Stimmrecht als Zeichen gegen die Zerstörung der tschetschenischen Stadt Grosny, gegen Übergriffe auf die Zivilbevölkerung und gegen weitere Menschenrechtsverletzungen im Zweiten Tschetschenienkrieg.[3]

### Freitag, 7. April 2000
- Wien/Österreich: Als bester Schauspieler einer Serie wird bei der 11. Verleihung des Fernsehpreises Romy der Österreicher Harald Krassnitzer ausgezeichnet. Damit ehrt das Publikum seine Leistungen in der Serie Tatort.[4]

### Samstag, 8. April 2000

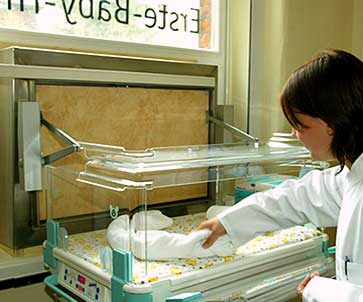
Babyklappe

- Athen/Griechenland: Wie bereits bei der Parlamentswahl 1996 bestätigen die Stimmberechtigten die Alleinregierung der Panhellenischen Sozialistischen Bewegung unter Ministerpräsident Konstantinos Simitis.[5]
- Hamburg/Deutschland: In Altona wird die erste deutsche Babyklappe eingerichtet.[6]
- Yaren/Nauru: Die Parlamentswahl entscheidet über die 18 Abgeordneten des nauruischen Parlaments. Politische Parteien gibt es in dem Land nicht.[7]

### Sonntag, 9. April 2000

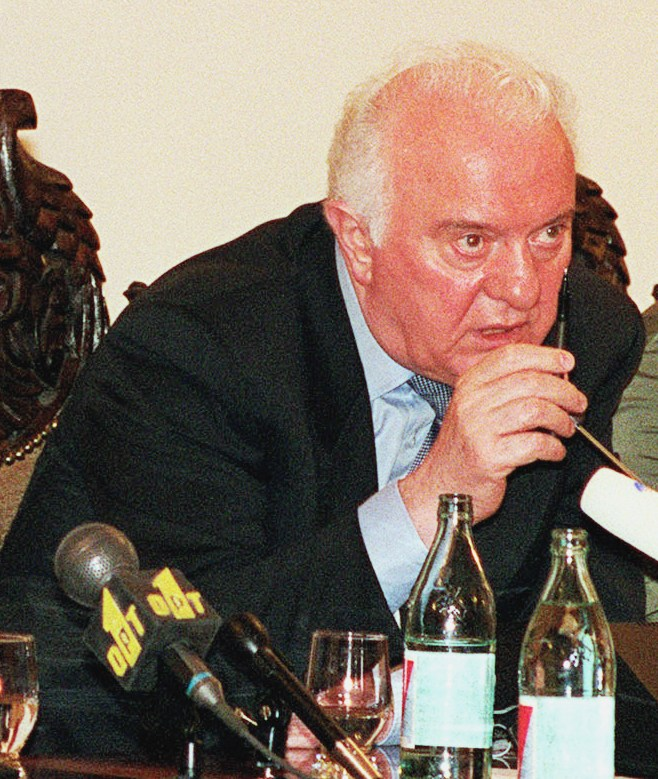
Eduard Schewardnadse

- Tiflis/Georgien: Eduard Schewardnadse vom Bündnis Für ein neues Georgien wird mit 80,4 % der abgegebenen Stimmen als Staatspräsident wiedergewählt.[8]

### Montag, 10. April 2000
- Essen/Deutschland: Das CDU-Vorstandsmitglied Angela Merkel wird auf dem Bundesparteitag der CDU mit 897 von 935 gültigen Stimmen zur neuen Parteivorsitzenden gewählt.[9]

### Freitag, 14. April 2000
- Deutschland, Simbabwe: Der Investitionsschutzvertrag zwischen beiden Staaten tritt in Kraft.[10]

### Samstag, 15. April 2000

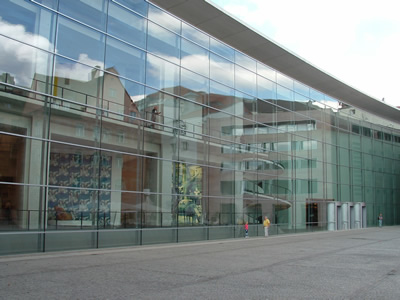
Neues Museum Nürnberg

- Bern/Schweiz: Der Pressesprecher der Sozialdemokratischen Partei bestätigt Informationen, nach denen die Parteipräsidentin Ursula Koch ihr Amt aus gesundheitlichen Gründen niederlegt und auch aus dem Nationalrat ausscheidet.[11]
- Nürnberg/Deutschland: Das Neue Museum für freie und angewandte Kunst wird eröffnet.[12]

### Donnerstag, 20. April 2000
- La Paz/Bolivien: Die Partei Revolutionäre Nationalistische Bewegung fordert Präsident Hugo Banzer Suárez von der Demokratisch-Nationalistischen Aktion zum Rücktritt auf. Die Amtsgeschäfte solle anschließend, bis zur Vereidigung einer durch Parlamentswahlen legitimierten Regierung, Banzers Stellvertreter Jorge Quiroga Ramírez übernehmen.[13]
- Erfurt/Deutschland: Zwei Rechtsextremisten verüben einen Brandanschlag auf die Synagoge in Erfurt.

### Samstag, 22. April 2000
- Kigali/Ruanda: Der bisherige Interimspräsident Paul Kagame, der den Vorläufer der Freischar und jetzigen politischen Partei Ruandische Patriotische Front aufbaute, wird als neuer Staatspräsident vereidigt. Als Angehöriger der Bevölkerungsgruppe der Tutsi setzt er eine lange Tradition der Herrschaft der Tutsi über Ruanda fort.[14]
- Vanni/Sri Lanka: Im Bürgerkrieg erleiden die Streitkräfte des Landes eine ihrer schwersten Niederlagen, als Kämpfer der Liberation Tigers of Tamil Eelam die wichtige Militärbasis am Elefantenpass erobern.[15]

### Sonntag, 23. April 2000
- Pulau Sipadan/Malaysia: Mitglieder der radikal-islamistischen Gruppe Abu Sajaf entführen 21 Urlauber und Hotelangestellte von der Insel Sipadan auf die südphilippinische Insel Jolo.[16]

### Montag, 24. April 2000
- Washington, D.C./Vereinigte Staaten: Bei einer Schusswaffen-Attentat im Smithsonian National Zoological Park werden sieben Kinder durch Projektile teilweise schwer verletzt. Der siebzehnjährige Attentäter Antoine B. Jones wird später zu 25 Jahren Haft verurteilt.[17]

### Freitag, 28. April 2000
- Wien/Österreich: Die Delegierten des Parteitags der SPÖ wählen Alfred Gusenbauer zum neuen Obmann ihrer Partei, welche seit dem Scheitern der Koalitionsverhandlungen mit der ÖVP erstmals seit circa 30 Jahren wieder Teil der parlamentarischen Opposition im Nationalrat ist.[18]
- Herten/Deutschland: Letzter Fördertag auf dem Verbundbergwerk Ewald/Hugo. Mit dem heben des letzten Förderwagen um 10:30 Uhr wurde die Stilllegung des letzten Hertener Steinkohlenbergwerks vollzogen.[19]

### Samstag, 29. April 2000
- Hamburg/Deutschland: Bei einem Anschlag in Hamburg am 29. April 2000 zündete der türkische Attentäter Cüneyt Dogac im VIP-Bereich der Hamburger Diskothek J’s im Flakturm IV in St. Pauli (Bunker an der Feldstraße) um circa drei Uhr in der Nacht eine Splitterhandgranate jugoslawischer Bauart (Typ M75) und verletzte neun Menschen schwer, davon zwei lebensgefährlich.[20][21]

### Sonntag, 30. April 2000
- Exeter/Vereinigtes Königreich: Nach Angaben des nationalen meteorologischen Dienstes im Vereinigten Königreich ist der April 2000 der regenreichste April seit Beginn der Aufzeichnungen im Jahr 1766.[22]
- Nggela Sule/Salomonen: Das Kreuzfahrtschiff World Discoverer läuft auf ein unkartiertes Riff nördlich von Honiara und musste um ein sinken zu verhindern auf Grund gesetzt werden. Alle späteren Bergungsversuche des teilgesunkenen und gekenterten Schiffes scheiterten.

## Weblinks

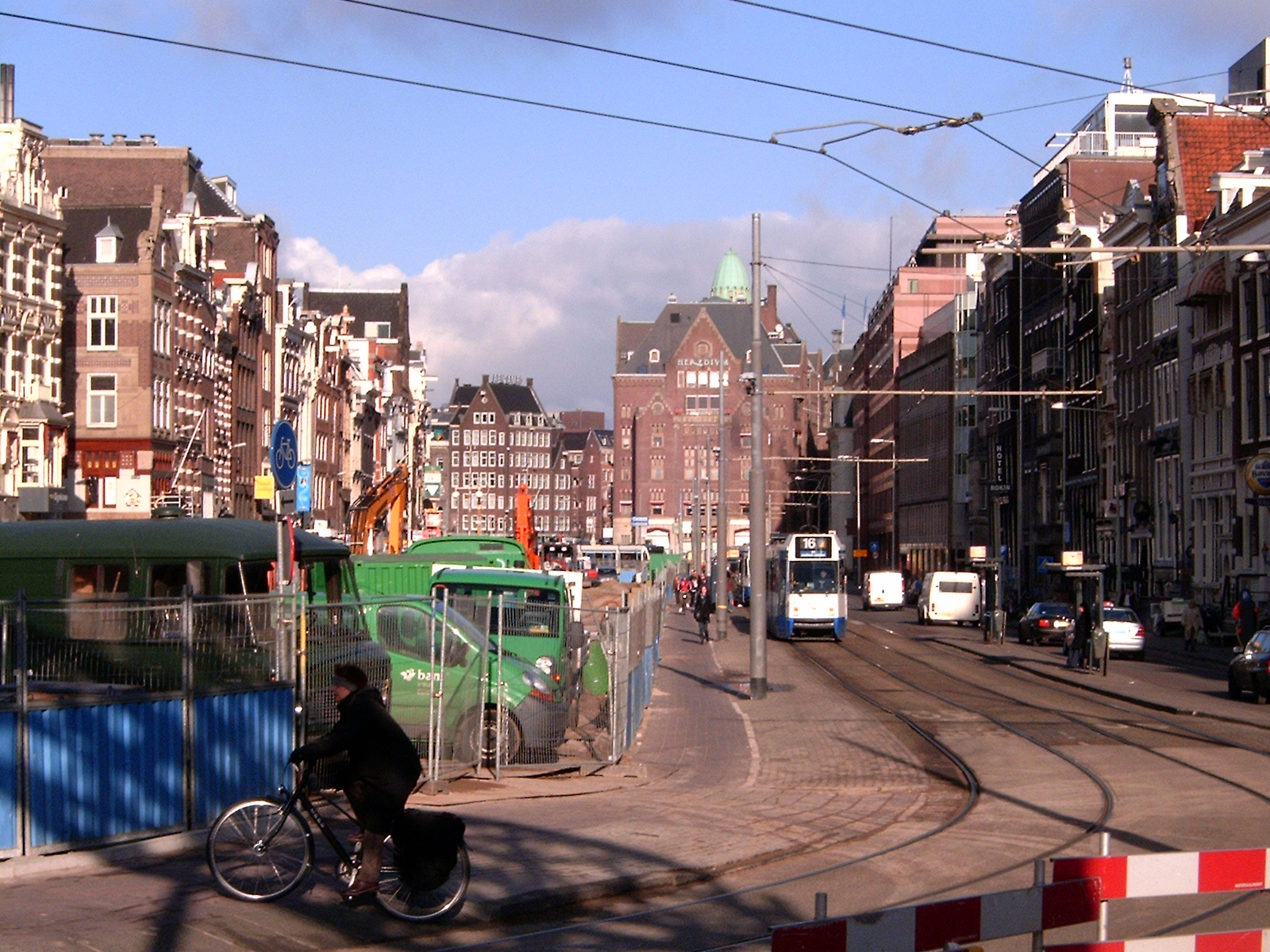
Amsterdam im April 2000